# 小营街道 (滨州市)
小营街道，是中华人民共和国山東省滨州市滨城区下辖的一个乡镇级行政单位。

## 行政区划
小营街道下辖以下地区：
小前社区、小后社区、姜家社区、双庙社区、鲁家社区、李前社区、李后社区、张官社区、潘王庄社区、东齐社区、大刘社区、吕家社区、张王社区、洼魏社区、道旭社区、朱全社区、南马官社区、饮马庄社区、黄王社区、后张高社区、常家园社区、小吴社区、李芳含社区、张道社区、雅店社区、东皂户社区、西皂户社区、团包社区、孟家社区、房家社区、守义张社区、新闫社区、西齐社区、皂户杨社区、大营村、坡赵家村、麻家村、宗家村、王庄子村、三里村、魏福吴村、前陈村、后陈村、洼孙村、李廷庄村、密桑行村、刘汤家村、高井村、朱家村、邵家村、赵王庄村、三大王村、许王庄村、和睦张村、索家村、刘公林村、二香寺村、新兴村、南王家村、大孙村、高家村、杨家村、杠子张村、范家村、崔家村、王祥店村、卜家村、台东闫村、北闫村、南闫村、董前川村、潘家村、董桥村、西魏村、陈家庵村、台西刘村、马仙王村、戴家村、申家村和十里堡村。